# Assedio di Alessandria d'Egitto (1801)
L'assedio di Alessandria ebbe luogo tra il 17 agosto ed il 2 settembre 1801, nel corso della campagna francese in Egitto, della quale costituì l'epilogo.

## Antefatti
La battaglia combattuta fra quello che restava del corpo di spedizione francese, giunto nel 1798 in Egitto al comando dell'allora generale Napoleone Bonaparte, comandato dal generale francese Jacques François Menou, e il corpo di spedizione britannico, sbarcato in Egitto, al comando del generale inglese Ralph Abercromby, cui si aggiunsero anche le truppe inviate dall'Impero ottomano, si era svolta il 21 marzo 1801 e, nonostante la morte in combattimento del comandante britannico Abercromby, si era chiusa con una schiacciante vittoria anglo-turca. Il generale Menou raccolse le truppe francesi rimaste dopo la battaglia, circa 13 000 effettivi, ritirandosi nella città fortificata di Alessandria. Il comando degl'inglesi passò al generale Sir John Hely-Hutchinson, 2º conte di Donoughmore, che pose l'assedio alla città.
Hutchinson lasciò il comando delle operazioni di assedio al generale Eyre Coote, con un corpo di 6 000 effettivi, ed inviò parte delle truppe di riserva, al comando del barone Charles De Hompesh, alla conquista di Rosetta. Con il grosso delle truppe britanniche e con quelle turche, Hutchinson si diresse a Il Cairo, difesa da una guarnigione di circa 13 000 uomini mal equipaggiati e privi di artiglieria, comandata dal generale francese Augustin Daniel Belliard. Questi, impossibilitato, date le circostanze, a difendere con successo la città, si arrese il 27 giugno. Belliard ed i suoi soldati vennero quindi scortati, per il rimpatrio via mare, fino alla costa dalle truppe inglesi del generale John Moore.

## L'assedio
Hutchinson, con Il Cairo ormai conquistato, iniziò l'attacco ad Alessandria, avendo a disposizione 35 battaglioni. Mentre la riserva simulava un attacco ad est,  Coote, con la Guardia e altre due brigate sbarcava ad ovest il 16 agosto, incontrando una fiera opposizione da parte della guarnigione francese di Fort Marabut, della quale tuttavia il 54º reggimento di fanteria britannico infine ebbe ragione. Da entrambe le parti furono scatenati assalti combinati, ma i francesi, incapaci di rompere l'assedio, a corto di vettovaglie e costretti a pagare un grosso pedaggio in termini di decessi fra le loro file, causati dalle malattie, si scoraggiarono presto: il loro comandante, generale Menou, propose il 26 agosto i termini per una resa. L'accordo fu raggiunto il 2 settembre: circa 10 000 effettivi francesi, cui venne consentito di portarsi appresso armi individuali e bagagli personali, furono imbarcati su navi inglesi, che li avrebbero riportati in patria. Navi e cannoni francesi rimasero invece in mano britannica e turca.

## Conseguenze
Delle navi catturate dagl'inglesi nel porto di Alessandria, le fregate francesi Égyptienne e Régénérée e la fregata ex-veneziana Léoben, rimasero agl'inglesi mentre le fregate francesi Justice, le navi ex veneziane Causse e Mantoue e le corvette ex turche Halil Bey, Momgo Balerie and Salâbetnümâ, andarono alla marina dell'Impero ottomano.
Gli storici riferiscono, che la guarnigione francese, sentendosi abbandonata da una Repubblica che li aveva dimenticati, abbandonarono gradualmente gli elevati standard di condotta e di servizio, caratteristici dell'Esercito rivoluzionario francese. Molti di loro si rifiutarono di rinnovare il giuramento alla Repubblica o lo fecero senza convinzione e con riserve mentali.
Nelle sue memorie il medico capo delle armate napoleoniche, Dominique-Jean Larrey, ricorda che il consumo della carne equina dei giovani puledri arabi aiutò i soldati francesi ad evitare un'epidemia di scorbuto. Sarebbe così iniziata, nel XIX secolo, la tradizione francese del consumo alimentare di carne equina.

## La stele di Rosetta
Dopo la resa francese sorse una controversia sul destino delle scoperte archeologiche e scientifiche francesi in Egitto. Uno dei reperti chiave a questo proposito fu la stele di Rosetta, che era stata scoperta a metà luglio del 1799 dagli studiosi francesi dell'Institut d'Égypte. Il generale Menou si rifiutò di consegnarla agli inglesi, sostenendo che essa apparteneva all'Istituto. Come effettivamente la stele sia finita in mani britanniche è cosa controversa. Il colonnello Tomkyns Hilgrove Turner, che scortò la stele in Gran Bretagna, sostenne di averla personalmente sottratta a Menou e di averla portata via su un affusto di cannone. Turner portò la stele in Gran Bretagna a bordo della fregata Égyptienne, catturata ai francesi, sbarcando in patria nel febbraio del 1802. A marzo essa venne presentata alla Società degli antiquari di Londra. Più tardi venne trasferita al British Museum, ove si trova ancor oggi.